# (9673) Kunishimakoto
(9673) Kunishimakoto est un astéroïde de la ceinture principale.

## Description
(9673) Kunishimakoto est un astéroïde de la ceinture principale. Il fut découvert le 25 octobre 1997 à Kiyosato par Satoru Ōtomo. Il présente une orbite caractérisée par un demi-grand axe de 2,22 UA, une excentricité de 0,19 et une inclinaison de 4,0° par rapport à l'écliptique.

## Compléments